# فيل كيرسليك
فيل كيرسليك (بالإنجليزية: Phil Kerslake)‏ هو مقدم تلفزيوني بريطاني ونيوزيلندي، ولد في 24 مايو 1959 في سوانزي في المملكة المتحدة.